# Міністр закордонних справ Греції
Міністр закордонних справ Греції (грец. Υπουργός Εξωτερικών) — голова Міністерства закордонних справ Греції, посада була заснована 3 квітня 1833 року.
Чинний міністр — Георгос Герапетрітіс.

## Список міністрів 1974— нині
| Ім'я                             | Початок повноважень | Кінець повноважень | Партія          |
| -------------------------------- | ------------------- | ------------------ | --------------- |
| Георгіос Маврос                  | 24 липня 1974       | 9 жовтня 1974      | Союз центру     |
| Дімітріос Бітсіос                | 17 жовтня 1974      | 20 листопада 1977  | Нова демократія |
| Панайотіс Папалігурас            | 29 листопада 1977   | 10 травня 1978     | Нова демократія |
| Георгіос Ралліс                  | 10 травня 1978      | 9 травня 1980      | Нова демократія |
| Константінос Міцотакіс (1 строк) | 10 травня 1980      | 21 жовтня 1981     | Нова демократія |
| Іоанніс Харалабопулос            | 21 жовтня 1981      | 26 липня 1985      | ПАСОК           |
| Каролос Папульяс (1 строк)       | 26 липня 1985       | 2 липня 1989       | ПАСОК           |
| Тзанніс Тзаннетакіс              | 3 липня 1989        | 12 жовтня 1989     | Нова демократія |
| Георгіос Папульяс (1 строк)      | 12 жовтня 1989      | 23 листопада 1989  |                 |
| Антоніс Самарас (1 строк)        | 23 листопада 1989   | 16 лютого 1990     | Нова демократія |
| Георгіос Папульяс (2 строк)      | 16 лютого, 1990     | 11 квітня 1990     |                 |
| Антоніс Самарас (2 строк)        | 11 квітня 1990      | 14 квітня 1992     | Нова демократія |
| Константінос Міцотакіс (2 строк) | 14 квітня 1992      | 7 серпня 1992      | Нова демократія |
| Міхаліс Папаконстантіну          | 7 серпня 1992       | 13 жовтня 1993     | Нова демократія |
| Каролос Папульяс (2 строк)       | 13 жовтня 1993      | 22 січня 1996      | ПАСОК           |
| Теодорос Пангалос                | 22 січня 1996       | 18 лютого 1999     | ПАСОК           |
| Йоргос Папандреу                 | 18 лютого 1999      | 13 лютого 2004     | ПАСОК           |
| Тасос Яннітсіс                   | 13 лютого 2004      | 10 травня 2004     | ПАСОК           |
| Петрос Молівіатіс                | 10 травня 2004      | 15 лютого 2006     | Нова демократія |
| Дора Бакоянні                    | 15 лютого 2006      | 7 жовтня 2009      | Нова демократія |
| Йоргос Папандреу                 | 7 жовтня 2009       | 7 вересня 2010     | ПАСОК           |
| Дімітріс Друцас                  | 7 вересня 2010      | 17 червня 2011     | ПАСОК           |
| Ставрос Ламбрінідіс              | 17 червня 2011      | 11 листопада 2011  | ПАСОК           |
| Ставрос Дімас                    | 11 листопада 2011   | 16 травня 2012     | Нова демократія |
| Петрос Молівіатіс                | 17 травня 2012      | 20 червня 2012     | Нова демократія |
| Дімітріс Аврамопулос             | 21 червня 2012      | 25 червня 2013     | Нова демократія |
| Евангелос Венізелос              | 25 червня 2013      | 27 січня 2015      | ПАСОК           |
| Нікос Котзіас                    | 27 січня 2015       | 15 лютого 2019     | СІРІЗА          |
| Георгіос Катругалос              | 15 лютого 2019      | 9 липня 2019       | СІРІЗА          |
| Нікос Дендіас                    | 9 липня 2019        | 26 травня 2023     | Нова демократія |
| Василіс Каскареліс               | 26 травня 2023      | 26 червня 2023     |                 |
| Георгос Герапетрітіс             | 26 червня 2023      | Нині на посаді     | Нова демократія |